# Cape Lookout (Elephant Island)
Cape Lookout (auch bekannt als Cabo Fossatti, Cabo Vigía, Cabo Vigilante und Cabo Lookout) ist ein 240 m hohes, steil aufragendes Kap am Südende der felsigen und unbewohnten Insel Elephant Island in der Inselgruppe der Südlichen Shetlandinseln im Südlichen Ozean. Sie ragt in den Loper-Kanal zwischen Elephant Island und Gibbs Island.

## Benennung
Die Bezeichnung Cape Lookout findet sich zum ersten Mal auf einer im Jahre 1822 von dem britischen Kapitän und Robbenjäger George Powell (1794–1824) bei einer Expedition in die Gegend angefertigten Karte und ist heute international in Gebrauch.

## Vogelschutzgebiet
Ein eisfreier, 113 Hektar großer Küstenstreifen, der sich vom Kap rund 2 km nach Westen erstreckt und bis auf eine Höhe von über 250 m ansteigt, wird vom Welt-Dachverband der Vogelschutzverbände BirdLife International als Important Bird Area (IBA) ausgewiesen, da sich dort jedes Jahr rund 12.000 Paare von Zügelpinguinen in einer großen Brutkolonie versammeln.
Neben anderen antarktischen Vogelarten wie Sturmvögeln, Albatrossen, Dominikanermöwen, Weißgesicht-Scheidenschnäbeln und weiteren Pinguinarten kommen auch Antarktische Seebären und Südliche See-Elefanten am Cape Lookout an Land.